# Argippo
| Argippo RV 697                         |
| -------------------------------------- |
| Ópera en tres actos de Antonio Vivaldi |
| Estreno: 1730                          |
| Ciudad: Praga                          |

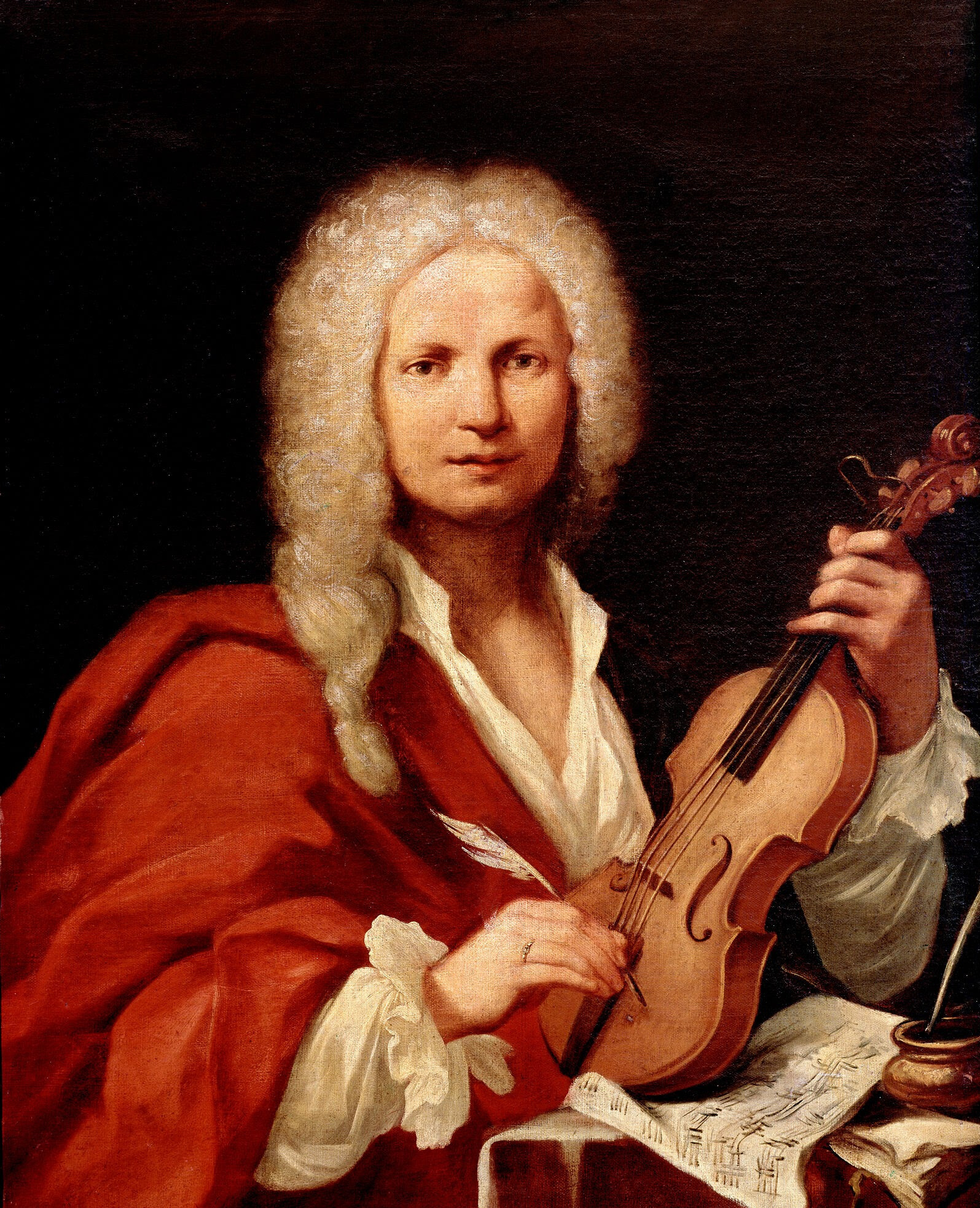

Argippo (RV 697) es una ópera compuesta por el compositor veneciano Antonio Vivaldi. Esta obra fue estrenada en el teatro de ópera de la corte del conde Franz Anton von Sporck de Praga en el año 1730 y reconstruida recientemente. Se trata de una ópera perteneciente a la etapa de madurez de Vivaldi, llena de buena y bella música.

## Historia

### Vivaldi en Praga
Fue el cantante y empresario veneciano Antonio Denzio quien llevó la música teatral de Vivaldi a Praga, representándose seis óperas suyas en el teatro mantenido por el conde Spork. De ellas, dos se escribieron expresamente para la ciudad del Moldava: Argippo (otoño de 1730), y el pasticcio Alvilda, Regina dei Goti (primavera de 1731) y fueron, probablemente, dirigidas por el propio compositor.

### Redescubrimiento y recuperación.
Aunque el libreto de esta ópera, de Domenico Lalli se ha conservado íntegro, se creía que más de dos tercios de la música se habían perdido. En el año 2006, el musicólogo, clavecista y director Ondřej Macek recuperó siete de las dieciocho arias de Argippo (más otras tres que con muy probablemente pertenecen a Argippo), en el archivo privado de la casa principesca de Thurn und Taxis, en Ratisbona.

## Argumento
La ópera está ambientada en una corte real india y se centra en la historia de una joven princesa y un pretendiente deshonesto.

## Personajes
| Personaje | Tipo de voz      |
| --------- | ---------------- |
| Argippo   | soprano castrato |
| Osira     | soprano          |
| Silvero   | alto castrato    |
| Tisifaro  | tenor            |
| Zanaida   | alto             |
| Mesio     | bajo             |

## Estructura de la ópera

### Acto I
Recitativo: Figlia, viver per sempre. (Tisifaro, Zanaida) 

Aria: Se lento ancora il fulmine. (Zanaida) 

Recitativo: In quai confusi sensi. (Tisifaro, Silvero) 

Aria: Del fallire il rimorso e la pena. (Silvero) 

Coro: Di Cingone il regnante sen viene 

Recitativo: Qui son giunti coloro… (Zanaida, Silvero, Argippo, Osira) 

Aria: Tuona spesso all'aer cieco (Argippo) 

Recitativo: Da Zanaida le furie (Osira) 

Aria: Vidi appena un sol baleno (Osira) 

Recitativo: Che mi giova aver vinti piu nemici (Tisifaro, Zanaida) 

Aria: Non ve perdono  (Tisifaro) 

### Acto II
Recitativo: Zanaida, se pur vive (Silvero, Zanaida, Osira) 

Aria: Del giusto mio dolore (Zanaida) 

Recitativo: Con quali ingiusti sensi (Osira, Silvero, Argippo) 

Aria: Chi quel timor condanna (Argippo) 

Recitativo: Temo, ne so di che temer io debba (Osira) 

Aria: Un certo non so che (Osira) 

Recitativo: Perfidissime stelle, a che mi giova (Tisifaro, Silvero) 

Aria: Io vorrei col sangue, e vita (Silvero) 

Recitativo: Alma real… (Argippo, Tisifaro, Zanaida) 

Aria: Io son rea dell'onor mio (Zanaida) 

Recitativo: Sei convinto abbastanza… (Tisifaro, Argippo) 

Aria: Suole ancora lamentarsi (Argippo) 

### Acto III
Recitativo: Da larve spaventose (Osira)

Aria: Mi sento nel core (Osira)

Recitativo: Ma viene Argippo… (Osira, Argippo, Silvero, Tisifaro) 

Aria: Vado a morir per te (Osira) 

Recitativo: Dove son io… mio sposa (Argippo) 

Aria: Gelido in ogni vena (Argippo) 

Recitativo: Silvero, e qual affanno (Zanaida, Silvero)

Aria: L'incerto tuo pensiere (Zanaida)

Recitativo: Infelice amor mio (Silvero) 

Aria: Un pensiero (Silvero)

Recitativo: E morta Osira… (Tisifaro, Silvero, Zanaida, Argippo) 

Aria: In bosco romito (Zanaida)

Recitativo: Figlia, t'arresta… (Tutti) 

Aria: Che farai Perdonerai (Osira) 

Recitativo: Gran re, gran genitore (Tutti) 

Coro: Se d'inganno Amor si pasce (Chorus)